# 本鄉町站
本鄉町站（日语：／ Hongōchō eki */?）是位於岐阜縣岐阜市真砂町6丁目，名古屋鐵道岐阜市內線（忠節支線）的電車站（廢站）。

## 歷史
此站在美濃電氣軌道市內線開通時同時啟用。在約1946年（昭和21年），此站與鄰站西野町站之間曾經設有菅原町站（日语：／）。後來菅原町站合併至西野町站。
- 1925年（大正14年）12月11日 - 美濃電氣軌道市內線千手堂站至忠節橋站（日语：忠節橋駅）開通，此站啟用[1][2]。
- 日期不詳 - 菅原町站合併至西野町站[1][2]。
- 2005年（平成17年）4月1日 - 隨著岐阜市內線全線廢除，此站也被廢除[2]。

## 電車站構造
截至電車站廢除前，此站是地面車站，設有2面2線的相對式月台。兩個乘車處都是斜對向的，分別前往不同方向。乘車處是位於道路上，沒有安全地帶，只有被稱為「Green Belt」的路面範圍（在該處路面會塗上綠色塗裝）。

### 配線圖
| ← 忠節方向      | 本鄉町站 站內配線略圖 | → 千手堂方向 |
| 图例 参考文献： |                       |              |

## 電車站周邊
- 岐阜真砂郵局

## 相鄰電車站
名古屋鐵道
■岐阜市內線
千手堂－本鄉町－西野町

## 注腳
1. 1 2 3  . 鄉土出版社. 1997: 218–230. ISBN 4-87670-097-4 （日语）.
2. 1 2 3  今尾惠介（監修）.  7号. 新潮社. 2008: 52. ISBN 978-4107900258 （日语）.
3. ↑  川島令三. . 名古屋北部・岐阜篇 1. 草思社（日语：草思社）. 1997: 131. ISBN 4-7942-0796-4 （日语）.
4. ↑  電氣車研究會（日语：電気車研究会），《鐵道畫刊（日语：鉄道ピクトリアル）》通卷第473號 1986年12月 臨時增刊号 「特集 - 名古屋鐵道」，附圖「名古屋鐵道路線略圖」